# Toronto Eaton Centre
Il Toronto Eaton Centre è un centro commerciale situato a Toronto, Ontario, Canada. Con un milione di visitatori ogni settimana è considerata la maggiore attrazione turistica della città.

## Storia e descrizione
I primi progetti per un centro commerciale situato nella zona vennero proposti all'inizio degli anni '60, ma il complesso venne realizzato più di dieci anni dopo, aprendo i battenti nel 1977 con una superficie calpestabile di 93000 metri quadrati. Il centro commerciale fu sottoposto a vari ampliamenti e ristrutturazione, l'ultima nel 2010 costata 120 milioni di dollari canadesi, che portò la superficie calpestabile del complesso all'attuale 160 000 metri quadrati. Al 2015 il complesso conta 330 attività tra negozi e altri spazi commerciali.
Per ammissione dello stesso architetto responsabile del progetto, Eberhard Zeidler, la galleria centrale sormontata da una volta di vetro è un omaggio alla galleria Vittorio Emanuele II di Milano.